# Seun Adigun
Seun Adigun (Chicago, 3 januari 1987) is een atleet uit Nigeria.
Op de Olympische Zomerspelen van 2012 in Londen nam Adigun deel op het onderdeel 100 meter horden.
Ook deed Adigun voor Nigeria mee aan de Olympische Winterspelen in 2018 in Sotsji op het onderdeel bobslee.
- World Athletics: 14304531